# Chop Suey - Take Away From SR
Chop Suey är ett "busringningsalbum" av radioprogrammet Hassan med Fredrik Lindström i spetsen.

## Låtlista
| Nr | Titel                              | Medverkande                      | Spelningstid |
| -- | ---------------------------------- | -------------------------------- | ------------ |
| 1  | "Gissa var jag är"                 | Fredrik Lindström                | 0:30         |
| 2  | "Kontorspersonaluthyrning"         | Fredrik Lindström                | 1:26         |
| 3  | "Affärsutvecklare"                 | Fredrik Lindström                | 1:01         |
| 4  | "Straffrätten"                     | Fredrik Lindström                | 1:12         |
| 5  | "Vaccinationer"                    | Kristian Luuk                    | 0:58         |
| 6  | "Prince Charles"                   | Fredrik Lindström                | 1:31         |
| 7  | "Frodenkvist som föredragshållare" | Pontus Djanaieff                 | 2:31         |
| 8  | "Frodenkvist som instruktör"       | Pontus Djanaieff                 | 2:10         |
| 9  | "Mårten Rask om 20-dag Knut"       | Fredrik Lindström, Kristian Luuk | 3:28         |
| 10 | "Mårten Rask"                      | Fredrik Lindström                | 2:01         |
| 11 | "Mårten Rask om svordomar"         | Hasse Pihl, Fredrik Lindström    | 3:32         |
| 12 | "Fickparkering"                    | Hasse Pihl                       | 3:39         |
| 13 | "Monopolpengar"                    | Fredrik Lindström                | 1:51         |
| 14 | "Springsteen-souvenir"             | Fredrik Lindström                | 0:33         |
| 15 | "Knallpulverpistol"                | Fredrik Lindström                | 1:12         |
| 16 | "Hamsteruppstoppning"              | Pontus Djanaieff                 | 1:41         |
| 17 | "Dr Albans pannband"               | Pontus Djanaieff                 | 0:44         |
| 18 | "Fyllsådd"                         | Fredrik Lindström, Lars Sundholm | 1:33         |
| 19 | "Trädgårdsost"                     | Fredrik Lindström, Lars Sundholm | 2:05         |
| 20 | "SM i vårtgård"                    | Fredrik Lindström                | 2:05         |
| 21 | "Prostituerad"                     | Fredrik Lindström                | 1:48         |
| 22 | "Glömt barn"                       | Kristian Luuk                    | 1:37         |
| 23 | "Mormor"                           | Fredrik Lindström                | 0:58         |
| 24 | "Stolpiller"                       | Fredrik Lindström                | 0:55         |
| 25 | "Koja i träd"                      | Richard Linderbäck               | 1:29         |
| 26 | "Vilken väg åker du?"              | Fredrik Lindström, Kristian Luuk | 3:27         |
| 27 | "Macka att ta med"                 | Fredrik Lindström                | 0:54         |
| 28 | "Ljudeffekter"                     | Fredrik Lindström                | 1:42         |
| 29 | "Eva-Britt Strandberg I"           | Fredrik Lindström                | 0:42         |
| 30 | "Eva-Britt Strandberg II"          | Fredrik Lindström                | 0:35         |
| 31 | "Eva-Britt Strandberg III"         | Fredrik Lindström                | 0:12         |
| 32 | "Eva-Britt Strandberg IV"          | Fredrik Lindström                | 0:18         |
| 33 | "Eva-Britt Strandberg V"           | Fredrik Lindström                | 0:25         |

## Medverkande
- Fredrik Lindström
- Pontus Djanaieff
- Kristian Luuk
- Hasse Pihl
- Lars Sundholm
- Richard Linderbäck